# Tongam állomás
Tongam (Dongam) állomás a szöuli metró 1-es vonalának állomása Incshon (Incheon) város Puphjong-ku (Bupyeong-gu) kerületében.

## Viszonylatok
| 1-es vonal                                  | 1-es vonal                                                                         | 1-es vonal                                  |
| ------------------------------------------- | ---------------------------------------------------------------------------------- | ------------------------------------------- |
| Pegun (Baegun) Szojoszan (Soyosan) felé     | Kjongin (Gyeongin) szakasz személyvonat Kjongvon (Gyeongwon) szakasz expresszvonat | Kanszok (Ganseok) Incshon (Incheon) felé    |
| Puphjong (Bupyeong) Jongszan (Yongsan) felé | Kjongin (Gyeongin) szakasz expresszvonat                                           | Csuan (Juan) Tongincshon (Dongincheon) felé |